# Mario Gentili (1913)
Mario Gentili (Prato, 21 de març de 1913 - 19 de gener de 1999) va ser un ciclista italià que va córrer en els anys propers a la Segona Guerra Mundial. El 1936, com a amateur, va prendre part en els Jocs Olímpics de Berlín, en què guanyà una medalla de plata en la prova del persecució per equips, formant equip amb Severino Rigoni, Bianco Bianchi i Armando Latini. El 1942 esdevingué campió d'Itàlia de ciclo-cross.